# 2018년 상무 피닉스 야구단 시즌
2018년 상무 피닉스 야구단 시즌은 상무 야구단이 KBO 퓨처스리그에 참가한 18번째 시즌이다. 박치왕 감독이 팀을 이끌었다. 팀은 남부리그 6팀 중 1위에 올라 7년 연속으로 리그 우승을 차지했으며, 전체 12팀 중 승률 2위를 기록했다.

## 타이틀
- 2018 WBSC U-23 야구 월드컵 국가대표: 박치왕(코치)
- 최소 사구 허용: 김민수 (2)
- 출장(타자): 문상철 (94)
- 타석: 문상철 (436)
- 타수: 문상철 (389)
- 득점: 김민혁 (68)
- 안타: 김민혁, 문상철 (116)
- 도루: 김민혁 (30)
- 남부리그 출장(투수): 임정호 (48)
- 남부리그 홀드: 임정호 (11)
- 남부리그 타율: 김민혁 (0.353)
- 남부리그 홈런: 문상철 (22)
- 남부리그 타점: 문상철 (78)
- 남부리그 볼넷: 김민혁 (44)
- 남부리그 출루율: 김민혁 (0.426)

## 선수단
- 선발투수: 박진태, 김민수, 이준영, 김사윤
- 구원투수: 강동호, 임정호, 송창현, 김찬호, 남하준
- 마무리투수:
- 포수: 이정훈, 김준태, 박상언
- 내야수: 문상철, 황대인, 김웅빈, 최정용, 박계범, 이재근
- 외야수: 김민혁, 김준완, 최승민, 김재유, 장운호

## 같이 보기
- 2019년 상무 피닉스 야구단 시즌